# Alstroemeria versicolor
Alstroemeria versicolor är en alströmeriaväxtart som beskrevs av Hipólito Ruiz López och Pav.. Alstroemeria versicolor ingår i släktet alströmerior, och familjen alströmeriaväxter. Inga underarter finns listade i Catalogue of Life.